# Décembre 1826
Cette page présente les faits marquants du mois de décembre 1826.

## Naissances
- 2 décembre : Gustave de Walque (mort en 1905), géologue et professeur d'université belge.
- 8 décembre : Friedrich Siemens, industriel allemand.
- 16 décembre : Giovanni Battista Donati (mort en 1873), astronome italien.

## Décès
- 1er décembre : Henri-Joseph Van Blarenberghe, peintre français (° 24 novembre 1750).
- 7 décembre : John Flaxman sculpteur, dessinateur et graveur britannique (° 1755).
- 14 décembre : Conrad Malte-Brun, géographe français d'origine danoise (° 12 août 1755).